# Пойколайнен, Марко
Ма́рко Пойкола́йнен (фин. Marko Poikolainen; род. XX век, Финляндия) — финский кёрлингист.
В составе мужской сборной Финляндии участник двух чемпионатов мира (лучший результат — восьмое место в 1990 году) и трёх чемпионатов Европы (лучший результат — седьмое место в 1990 году). Четырёхкратный чемпион Финляндии среди мужчин.
Играл в основном на позициях первого и третьего.

## Достижения
- Чемпионат Финляндии по кёрлингу среди мужчин: золото (1989, 1990, 1992, 1995).

## Команды
| Сезон   | Четвёртый            | Третий            | Второй            | Первый            | Запасной                       | Турниры                                           |
| ------- | -------------------- | ----------------- | ----------------- | ----------------- | ------------------------------ | ------------------------------------------------- |
| 1988—89 | Юсси Уусипаавалниеми | Яри Лаукканен     | Йори Аро          | Марко Пойколайнен | Юхани Хейнонен                 | ЧФМ 1989                                          |
| 1989—90 | Юсси Уусипаавалниеми | Яри Лаукканен     | Йори Аро          | Марко Пойколайнен | Юхани Хейнонен                 | ЧЕ 1989 (11 место) · ЧФМ 1990 · ЧМ 1990 (8 место) |
| 1990—91 | Юсси Уусипаавалниеми | Яри Лаукканен     | Йори Аро          | Марко Пойколайнен | Юхани Хейнонен                 | ЧЕ 1990 (7 место) ЧМ 1991 (10 место)              |
| 1991—92 | Томи Рантамяки       | Jussi Heinonsalo  | Heikki Virtanen   | Марко Пойколайнен |                                | ЧФМ 1992                                          |
| 1994—95 | Йори Аро             | Марко Пойколайнен | Юхани Хейнонен    | Riku Raunio       |                                | ЧФМ 1995                                          |
| 1995—96 | Йори Аро             | Марко Пойколайнен | Юхани Хейнонен    | Riku Raunio       | Вилле Мякеля                   | ЧЕ 1995 (12 место)                                |
| 2003—04 | Юсси Уусипаавалниеми | Miska Arminen     | Марко Пойколайнен | Петри Тсутсунен   | Heikki Virtanen, Jukka Savonen | ЧФМ 2004 (5 место)                                |

(скипы выделены полужирным шрифтом)

## Частная жизнь
Женат, жена Монна Пойколайнен (фин. Monna Poikolainen), тоже кёрлингистка, у них двое детей.
Вне кёрлинга работает психологом.
Начал заниматься кёрлингом в 1984.